# ジョナサン・エイモス
ジョナサン・エイモス (Jonathan Amos) は、映画およびテレビの編集技師である。テレビシリーズ『MI-5 英国機密諜報部』、映画『スコット・ピルグリム VS. 邪悪な元カレ軍団』（2010年）、『ニック・ケイヴ 20,000デイズ・オン・アース』（2014年）、『パディントン2』（2017年）、『ベイビー・ドライバー』（2017年）などに携わった。第90回アカデミー賞編集賞にノミネートされた。

## 主なフィルモグラフィ

### テレビシリーズ
- MI-5 英国機密諜報部 Spooks (2006-2008)

### 映画
- スコット・ピルグリム VS. 邪悪な元カレ軍団 Scott Pilgrim vs. the World (2010)
- アタック・ザ・ブロック Attack the Block (2011)
- 新クライモリ デッド・フィーバー In Fear (2013)
- ニック・ケイヴ 20,000デイズ・オン・アース 20,000 Days on Earth (2014)
- カムバック! Cuban Fury (2014)
- ベイビー・ドライバー Baby Driver (2017)
- パディントン2 Paddington 2 (2017)
- クエスト・オブ・キング 魔法使いと4人の騎士 The Kid Who Would Be King (2019)
- レベッカ Rebecca (2020)
- MEG ザ・モンスターズ2 Meg 2: The Trench (2023)